# Eugen Zimmermann (Oberamtmann)
Eugen Zimmermann (* 24. August 1862 in Esslingen am Neckar; † 12. Mai 1911 ebenda) war ein württembergischer Oberamtmann.

## Leben und Werk
Eugen Zimmermann war der Sohn eines Oberlehrers. Nach dem Besuch des Karlsgymnasiums in Stuttgart studierte er von 1882 bis 1886 Regiminalwissenschaften in Tübingen. Von 1888 bis 1891 arbeitete er als Staatsassistent beim Oberamt Saulgau und als stellvertretender Amtmann beim Oberamt Aalen. Von 1891 bis 1897 war er Amtmann bei den Oberämtern Aalen und Ludwigsburg, danach bis 1901 Hilfsarbeiter und Ministerialsekretär bei der Regierung des Neckarkreises in Ludwigsburg. Ab 1901 leitete er bis zu seinem frühen Tod als Oberamtmann das Oberamt Besigheim, seit 1906 mit dem Titel Regierungsrat. 

## Ehrungen
- Landwehr-Dienstauszeichnung 1. Klasse
- Preußische Rote Kreuz Medaille 3. Klasse
- 1905 Olga-Orden
- 1906 Ehrenbürger der Gemeinde Ilsfeld